# Mount Rusanov
Mount Rusanov (russisch Гора Русанова Gora Russanowa) ist ein isolierter Berg im ostantarktischen Königin-Maud-Land. Er ragt nördlich der Russkiye Mountains und 55 km nordöstlich des Zhelannaya Mountain auf.
Kartographen des Norsk Polarinstitutt kartierten ihn anhand von Luftaufnahmen der Dritten Norwegischen Antarktisexpedition (1956–1960) aus den Jahren von 1958 bis 1959. Wissenschaftler einer sowjetischen Antarktisexpedition kartierten ihn 1959 erneut und nahmen die Benennung vor. Namensgeber ist der russische Polarforscher Wladimir Alexandrowitsch Russanow (1875–1913). Das Advisory Committee on Antarctic Names übertrug die russische Benennung im Jahr 1971 ins Englische.